# أليكس هاريس (كرة سلة)
أليكس هاريس (بالإنجليزية: Alex Harris)‏ مواليد 30 يناير 1986 في ميسيون فيجو، هو لاعب كرة سلة أمريكي سابق. بدأ مسيرته الاحترافية في سنة 2008.

## المسيرة الاحترافية
لعب مع تورو زغورجيلتس في موسم 2008–2009، ثم لعب مع شارني سووبسك في موسم 2009–2010، ثم لعب مع نيكار ريزن لودفيغسبورغ في الدوري الألماني من سنة 2010 إلى 2012، ثم لعب مع إسبارن بريمرهافن في موسم 2012–2013، ثم لعب مع تايغرز توبينغن في الدوري الألماني في موسم 2013–2014، ثم لعب مع نيو باسكت برينديزي في الدوري الإيطالي في موسم 2015–2016، ثم لعب مع أيه إي كي لارنكا في سنة 2016.

## روابط خارجية
- أليكس هاريس على موقع كرة السلة الأوروبية.كوم (الإنجليزية)
- أليكس هاريس على موقع كلية كرة السلة في سبورتس رفرنس.كوم (الإنجليزية)
- أليكس هاريس على موقع ريلجم (الإنجليزية)
- أليكس هاريس على موقع بروبوليرز (الإنجليزية)
- أليكس هاريس على موقع سبورتس رفرنس (الإنجليزية)